# Alfred Cossmann

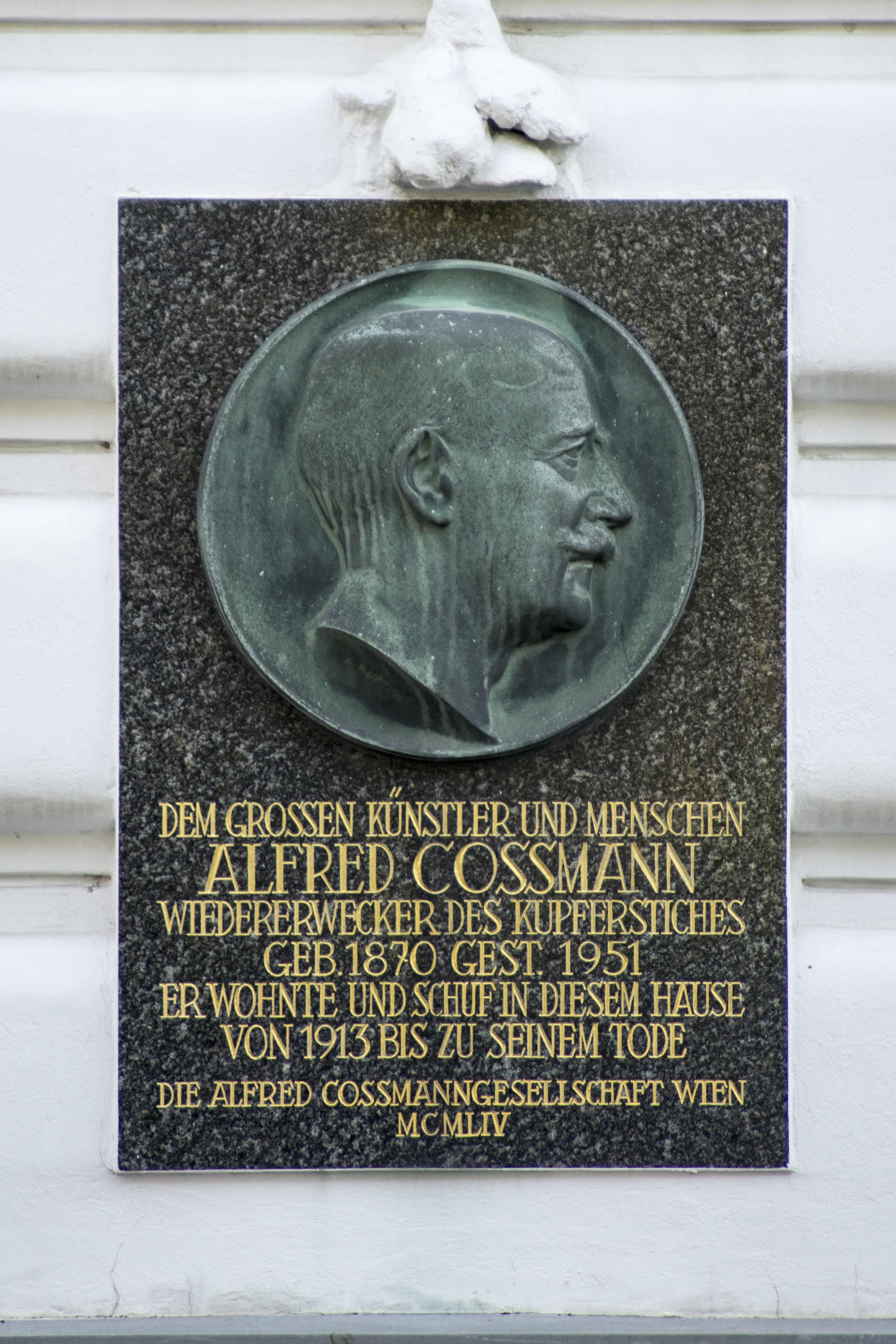
Gedenktafel am Haus Lazaristengasse 14

Alfred Cossmann (* 2. Oktober 1870 in Graz, Österreich-Ungarn; † 31. März 1951 in Wien) war österreichischer Kupferstecher und Gebrauchsgrafiker, der unter anderem durch seine Exlibris bekannt wurde.

## Leben
Alfred Cossmann wurde in Graz geboren, sein Vater war ein Liechtensteinischer Forstbeamter aus Leibenfeld bei Deutschlandsberg. Cossmann verbrachte den größten Teil seines Lebens in Wien, wo er von 1886 bis 1895 an der Wiener Kunstgewerbeschule Keramik, Malerei und Graphik studierte. Seit seinem Studium war er Mitglied im Wiener Akademischen Turnverein. Er wandte sich dem zu seiner Zeit unmodern gewordenen reinen Kupferstich zu und bildete sich bis 1899 an der Akademie der bildenden Künste Wien unter William Unger als Radierer und Kupferstecher weiter. Er gehörte zur „Wiener Schule des Kupferstichs“ der ersten Hälfte des 20. Jahrhunderts. Cossmanns Werke fanden unter den Graphikern und Kunstfreunden in der Welt Beachtung und Anerkennung. 1913 heiratete er Anna Wettengel, mit der er fortan in der Wiener Lazaristengasse lebte. 1917 wurde er zum Professor ernannt und lehrte ab 1920 an der Graphischen Lehr- und Versuchsanstalt. In der Zeit des Nationalsozialismus war Cossmann Mitglied der Reichskammer der bildenden Künste.
1951 starb Cossmann in Wien und wurde in einem ehrenhalber gewidmeten Grab auf dem Wiener Zentralfriedhof (12D-1-35) beerdigt.
Die meisten Arbeiten seines umfangreichen graphischen Werkes sind heute im Besitz der Kupferstichsammlung der Österreichischen Nationalbibliothek. Eine Reihe von Blättern befindet sich im Burgmuseum von Deutschlandsberg.

## Ehrungen
Cossmann wurde vielfach für seine Werke ausgezeichnet. In der Ersten Republik erhielt er das Silberne und Goldene Ehrenzeichen der Republik Österreich. Während der Zeit des Nationalsozialismus erhielt er zum 70. Geburtstag 1940 die Goethe-Medaille für Kunst und Wissenschaft, im April 1942 den von den Nationalsozialisten gestifteten Kriehuber-Preis und wurde im Oktober desselben Jahres zum Ehrenmitglied der Akademie der bildenden Künste Wien ernannt. Cossmann findet sich auch auf der Gottbegnadeten-Liste der wichtigsten Maler wieder, allerdings unter der Falschschreibung Cohsmann. Eine Mitgliedschaft Cossmanns in der NSDAP ist nicht nachweisbar.
Im Jahr 1952 wurde in Wien-Penzing (14. Bezirk) die Cossmanngasse nach ihm benannt, 1962 die Alfred-Cossmann-Gasse in Graz.
1970 gestaltete Heinrich Neumayer die „Sonderpostmarke Alfred Cossmann, 100. Geburtstag“. Zum 125. Geburtstag veranstaltete der Landesverband der Niederösterreichischen Kunstverein in St. Pölten eine Gedächtnisausstellung.